# Liste von tödlich verunglückten Radrennfahrern
Die Liste von tödlich verunglückten Radrennfahrern führt Radsportler auf, die bei Rennen oder im Training ums Leben kamen.
Radsport ist risikoreich. Besonders in den frühen Jahren bis in die 1930er Jahre hinein starben zahlreiche Fahrer und Schrittmacher bei Bahnrennen. Auch Zuschauer kamen immer wieder bei Radrennen ums Leben, so bei der Rennbahnkatastrophe von Berlin 1909, als neun Zuschauer starben, nachdem eine brennende Schrittmachermaschine in die Tribünen flog.
Die zahlreichen Todesfälle, vor allem in der Frühzeit der Steherrennen, bei denen es häufig wegen geplatzter Reifen an den Schrittmacher-Motorrädern zu Stürzen kam, kommentierte das Sport-Album der Rad-Welt im Jahre 1907 so:

„Der gefahrvolle Beruf der Dauerfahrer hat manches Opfer gefordert, aber man darf diese bedauerliche Begleiterscheinung des Sports nicht zu tragisch nehmen, denn jeder Sport bringt eine Gefahr mit sich. In der Ueberwindung der Gefahr liegt der Reiz beim Sport, und wie der Krieg die höchsten Mannestugenden auf dem Felde der Ehre auslöst, so löst der Sport im friedlichen Kampfe um die Ehre gleichfalls Tugenden aus, die am Manne am höchsten geschätzt werden.“

Ab dem Zweiten Weltkrieg kamen immer weniger Fahrer bei Bahnrennen ums Leben. Zum einen waren die Rennen sicherer geworden, durch bessere Technik an den Maschinen und bessere Radrennbahnen, zum anderen aber auch deshalb, weil Steherrennen an Popularität einbüßten und immer seltener stattfanden. Dagegen nahm die Zahl der tödlich verunglückten Straßen-Radrennfahrer zu, die insbesondere beim Training in tödliche Unfälle mit Autos verwickelt waren.
Die Liste umfasst den Zeitraum von den 1890er Jahren an bis heute.

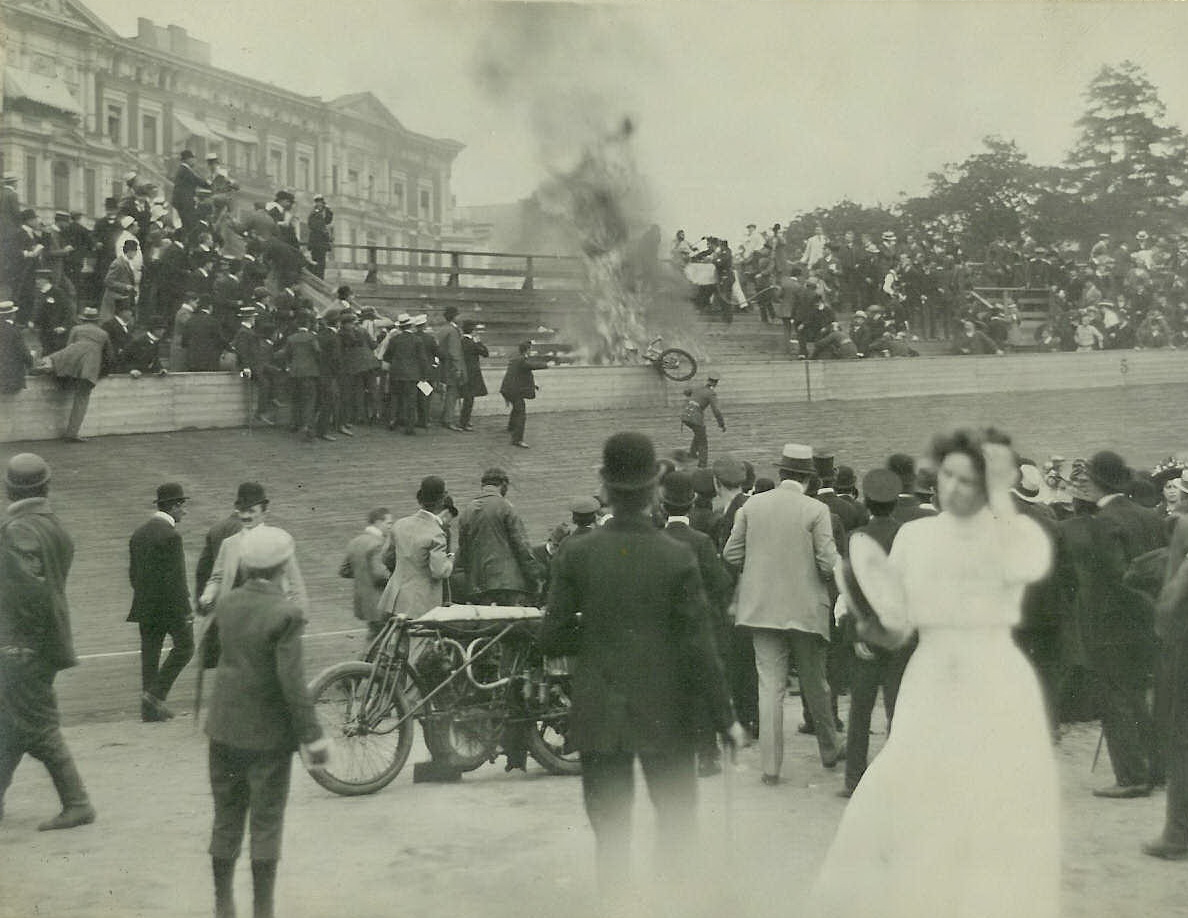
Bei der Berliner Rennbahnkatastrophe im Jahr 1909 starben keine Rennfahrer, jedoch neun Zuschauer.

## Todesfälle bei Rennen

### 1890er Jahre
- Pierre Froget, Frankreich, Bahnradfahrer, † 21. August 1894, Radrennbahn von Vichy. Sturz während eines Tandem-Rennens (mit Geo Lambrecht). Er starb sechs Tage später im Alter von 21 Jahren und war der erste Rennfahrer, der auf einer französischen Radrennbahn tödlich verunglückte.[3]
- Bert Harris, Vereinigtes Königreich, Bahnradfahrer, † 21. April 1897.[4] Starb an schweren Kopfverletzungen nach einem Sturz auf der Radrennbahn von Aston.

### 1900er Jahre

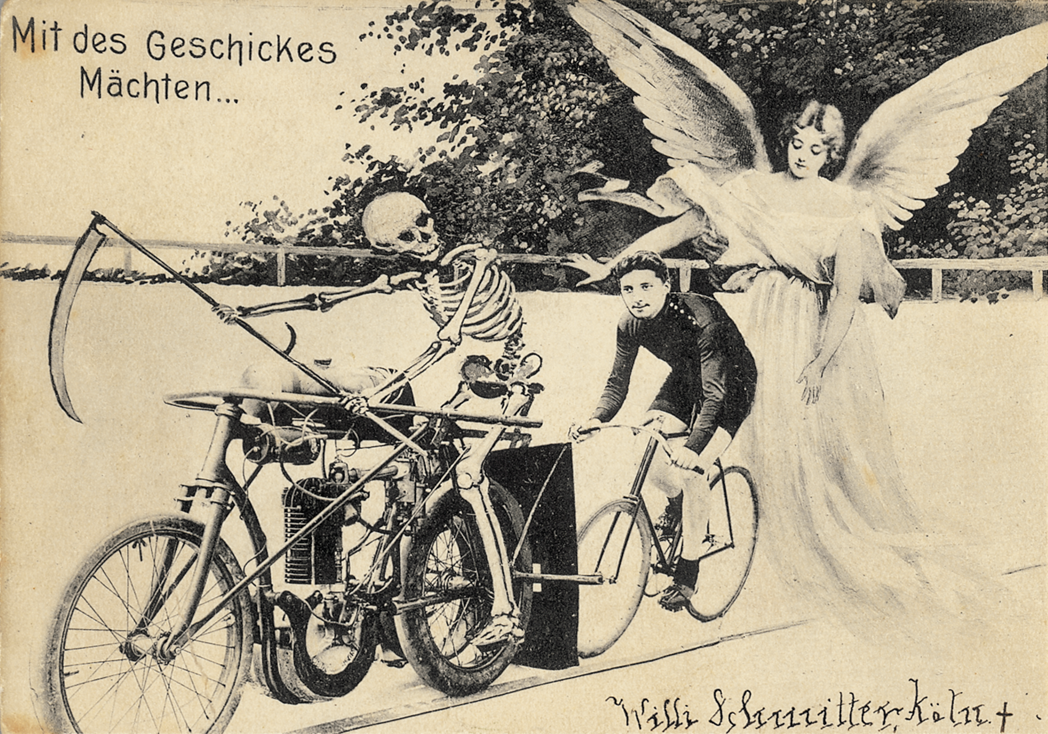
Der Rennfahrer Willy Schmitter starb im Alter von 21 Jahren. Diese Postkarte erschien nach seinem Tod.

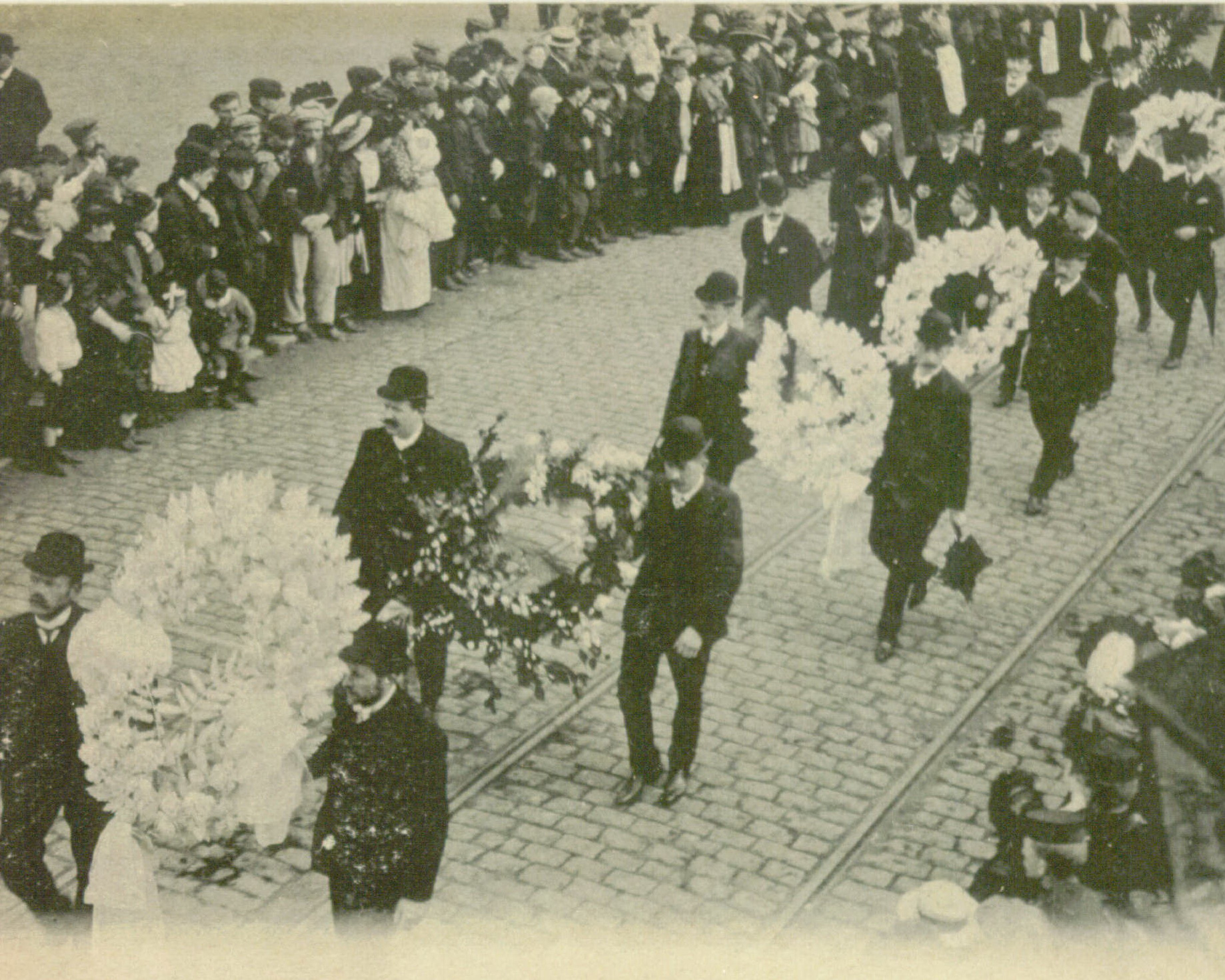
Tausende Menschen folgten dem Trauerzug für Karel Verbist am 26. Juli 1909

- Stafford und Miles, Vereinigte Staaten, Schrittmacher, † 30. Mai 1900, Radrennbahn in New York. Die beiden Schrittmacher fuhren einen Motorzweier, prallten damit gegen einen Pfahl und starben.[5]
- John Nelson, Vereinigte Staaten, Bahnradfahrer, † 9. September 1901, Madison Square Garden. Tödlicher Sturz bei einem Steherrennen
- Archie McEachern, Kanada, Bahnradfahrer, † 13. Mai 1902, Radrennbahn Atlantic City[6]
- Harry Elkes, Vereinigte Staaten, Bahnradfahrer, † 30. Mai 1903, Charles River Track, Cambridge Massachusetts[7]
- Alfred Görnemann, Deutschland, Bahnradfahrer, † 11. Oktober 1903, Radrennbahn Dresden[8]
- Paul Dangla, Frankreich, Bahnradfahrer, † 24. Juni 1904, Radrennbahn Dresden (18. Juni 1904)[9]
- Karl Käser, Deutschland, Bahnradfahrer, † 14. August 1904, Radrennbahn Plauen[10]
- George Leander, Vereinigte Staaten, Bahnradfahrer, † 23. August 1904, Prinzenparkstadion, Paris[11]
- Charles Albert Brécy, Frankreich, Bahnradfahrer, † 25. November 1904, bei einem Stundenweltrekord-Versuch im Prinzenparkstadion, Paris. Brécy erlitt den Unfall am 14. November und starb elf Tage später im Krankenhaus.[12]
- Hubert Sevenich, Deutschland, Bahnradfahrer, † 7. Mai 1905, Radrennbahn Braunschweig[13]
- Willy Schmitter, Deutschland, Bahnradfahrer, † 18. September 1905, Radrennbahn Leipzig[14]
- Gustav Freudenberg, Deutschland, Bahnradfahrer, † 29. April 1906[15]
- Richard Huhndorf, Deutschland, Bahnradfahrer, † 22. Juli 1906[16]
- Charles Peguy, Frankreich, Schrittmacher, † 9. Juni 1907, Radrennbahn Spandau[17]
- Louis Mettling, Vereinigte Staaten, Bahnradfahrer, † 21. Juni 1907, Radrennbahn Dresden[18]
- Josef Schwarzer, Deutschland, Schrittmacher, † 30. August 1907, Radrennbahn Düsseldorf[19]
- Moritz Hübner, Deutschland, Bahnradfahrer, † 13. Oktober 1907, Radrennbahn Weissenfels[20]
- Gustav Schadebrodt, Deutschland, Bahnradfahrer, † 22. Oktober 1907[21]
- Ernst Wolf, Deutschland, Schrittmacher, † 29. Oktober 1907, Radrennbahn Dresden.[22] Wolf fuhr bei diesem Rennen nicht mit, sondern stand am Rande, um dem Fahrer Paul Guignard Zeiten anzuzeigen. Dabei wurde er von einer Schrittmachermaschine, die aus der Bahn geraten war, überfahren.
- Urban McDonald, Kanada, Bahnradfahrer, † Dezember 1907[23]
- Hendrik Hayck, Niederlande, Schrittmacher, verunglückte im April 1909 auf der Radrennbahn in Köln und erlag Wochen später seinen Verletzungen.[24]
- Karel Verbist, Belgien, Bahnradfahrer, † 21. Juli 1909, Radrennbahn Brüssel[25]
- Tim Johnson, Vereinigtes Königreich, Trainer, † 24. April 1909, Radrennbahn Treptow. Johnson wurde, als er im Innenraum der Radrennbahn stand, von einer Schrittmachermaschine tödlich gerammt.[26]

### 1910er Jahre

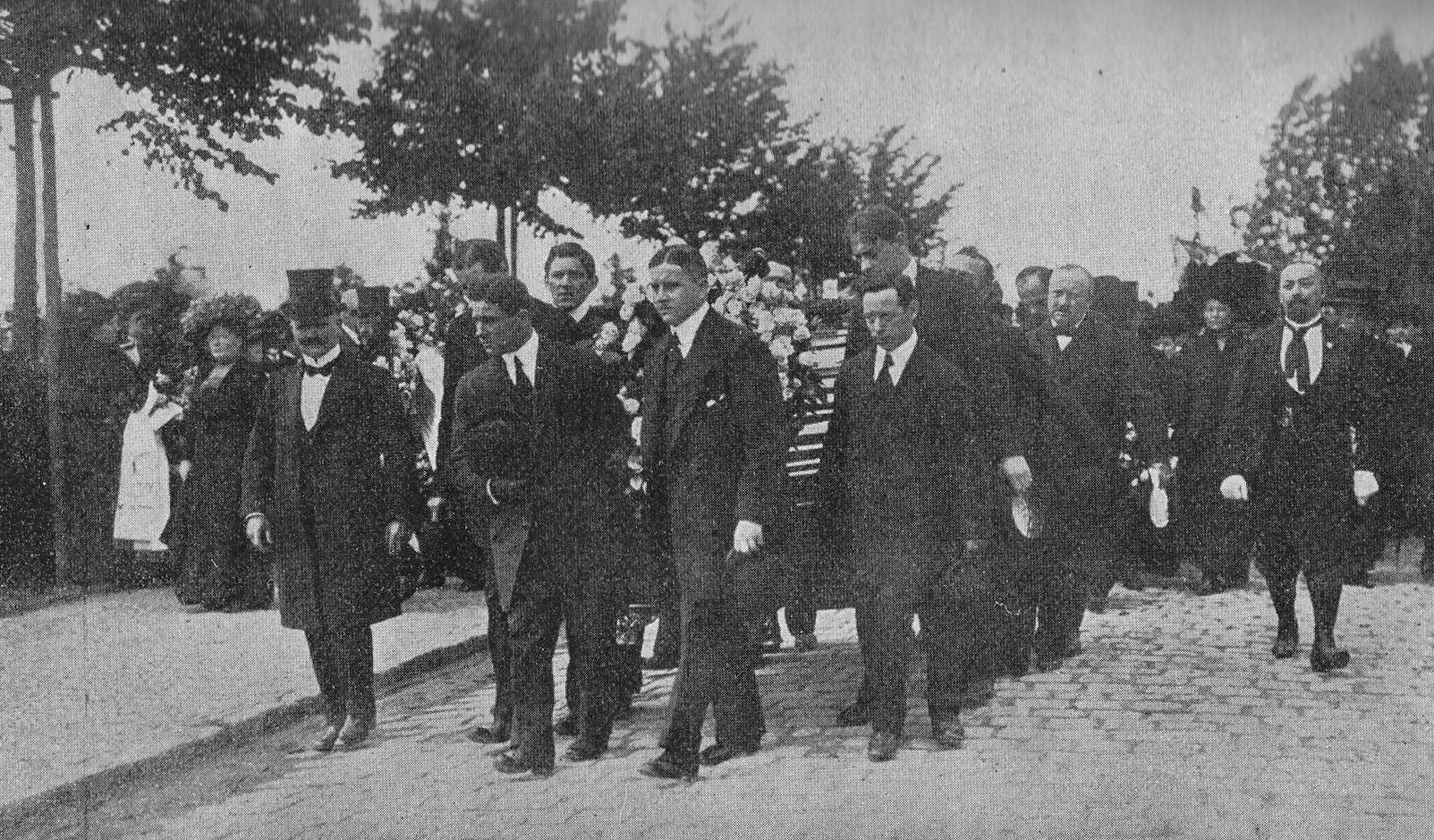
Trauerzug für Fritz Theile

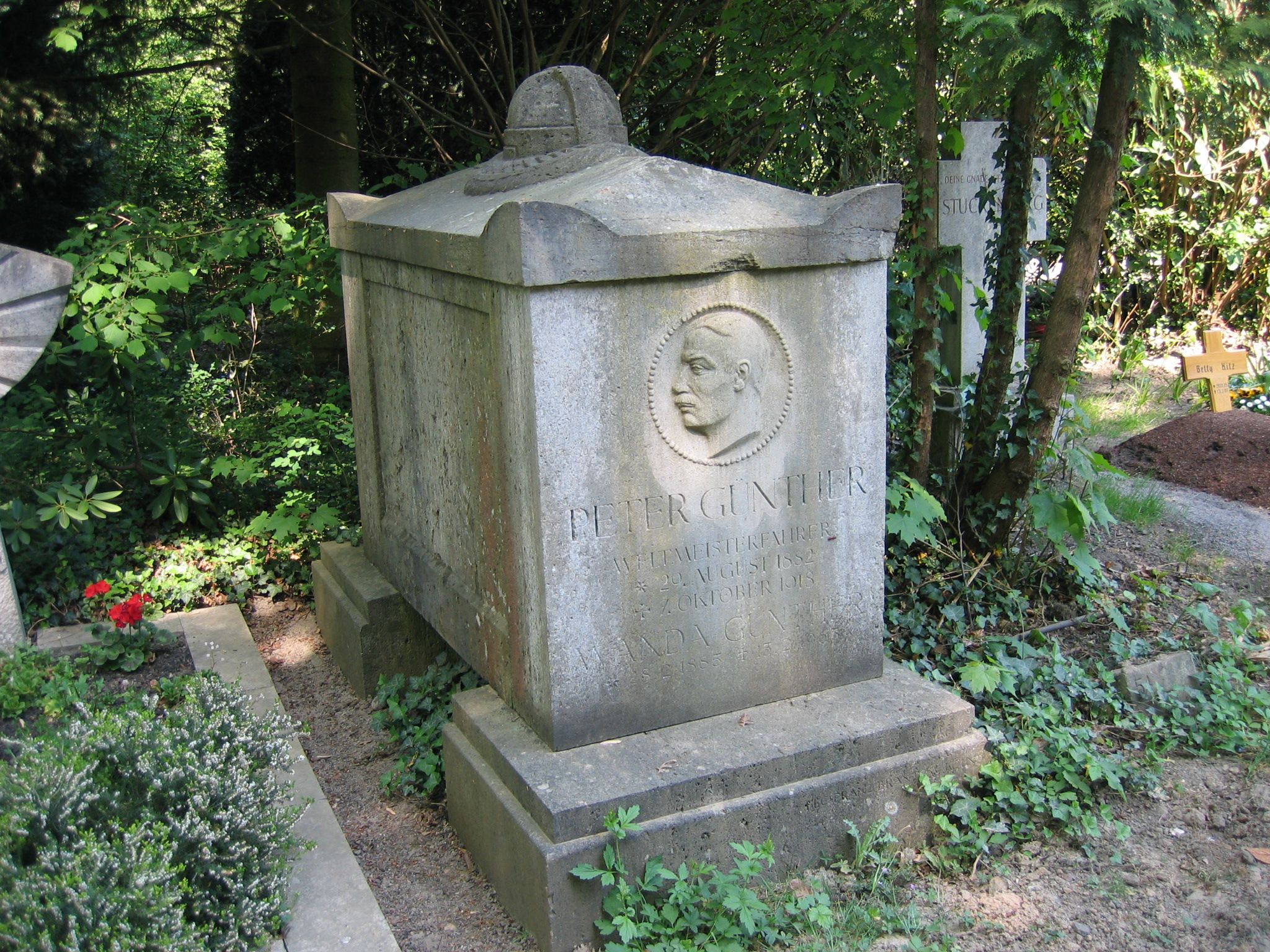
Grab von Peter Günther auf dem Südfriedhof in Köln

- Fritz Theile, Deutschland, Bahnradfahrer, † 4. Juni 1911, Radrennbahn Zehlendorf[27]
- Max Hansen, Deutschland Bahnradfahrer, † 12. Oktober 1913, Radrennbahn Berlin-Stadion[28]
- August Kraft, Deutschland, Bahnradfahrer, † 1913, Radrennbahn Straßburg[28]
- Hans Bachmann, Deutschland, Schrittmacher, † 1913, Radrennbahn Halle[28]
- Hans Lange, Deutschland, Bahnradfahrer, † 1913, Radrennbahn Halle[28]
- Richard Scheuermann, Deutschland, Bahnradfahrer, † 8. September 1913, Radrennbahn Köln-Riehl[29]
- Gus Lawson, Vereinigte Staaten, Schrittmacher, † 8. September 1913, Radrennbahn Köln-Riehl.[30] Scheuermann und Lawson kamen beim selben Unfall zu Tode.
- Hugo Marktscheffel, Deutschland, Straßenrennfahrer, † 1914, Sturz bei dem Rennen Rund um die Hainleite[31]
- Piet van Nek, Niederlande, Bahnradfahrer, † 14. April 1914, Radrennbahn Leipzig[32]
- Willy Hamann, Deutschland, Bahnradfahrer, † 21. Juli 1914, Radrennbahn Treptow.[33] Der Unfall ereignete sich am 15. Juli, Hamann starb nach sechs Tagen im Krankenhaus.
- Max Bauer, Deutschland, Schrittmacher, † 1916, Radrennbahn Treptow[34]
- Jacob Esser, Deutschland, Bahnradfahrer, † 8. Juli 1917, Radrennbahn Düsseldorf[35]
- Louis Darragon, Frankreich, Bahnradfahrer, † 28. April 1918, Vélodrome d’Hiver, Paris[36]
- Peter Günther, Deutschland, Bahnradfahrer, † 7. Oktober 1918, Radrennbahn Düsseldorf[37]

### 1920er Jahre
- Hans Schneider, Deutschland, Bahnradfahrer, † Januar 1920, Radrennbahn Dresden (?)[38]
- Emanuel Kudela, Österreich, Bahnradfahrer, † 22. September 1920, Berlin-Olympiabahn[39]
- Christian Oorlemans, Niederlande, Schrittmacher, † 22. August 1922, Radrennbahn Amsterdam[40][41]
- Paul Meyer, Deutschland, Bahnradfahrer, † 6. Dezember 1924, Berliner Sportpalast[42]
- Hermann Guddorf, Deutschland, Bahnradfahrer, † 26. Juni 1926, versuchte einen 10-km-Bahnrekord auf der Radrennbahn in Münster, stürzte wegen eines Pedalbruchs und erlitt einen tödlichen Schädelbruch[43]
- Wronker, Deutschland, Schrittmacher, † August 1926, stürzte auf der Radrennbahn in Köln-Riehl tödlich[44]
- Franz Hofmann, Deutschland, Schrittmacher, † 19. August 1926, Radrennbahn Hamborn[45]
- Gustave Ganay, Frankreich, Bahnradfahrer, † 23. August 1926, Prinzenparkstadion Paris[46]
- Franz Krupkat, Deutschland, Bahnradfahrer, † 1. Juni 1927, Radrennbahn Leipzig[47]
- Gustave Lejour, Belgien, Bahnradfahrer, † 1928, Radrennbahn Frankfurt[48]

### 1930er Jahre
- Constant Ceurremans, Belgien/Niederlande, Schrittmacher, † 18. Juni 1931[49][50]
- Werner Krüger, Deutschland, Schrittmacher, † 21. Juli 1931, Radrennbahn Köln-Riehl[51]
- Paul Nickel, Deutschland, Bahnradfahrer, † 2. Mai 1932, Radrennbahn Lilienthal. Nickel stürzte bei einem Mannschaftsrennen, sein Teamgefährte fuhr das Rennen zu Ende, und die Mannschaft gewann. Nickel wollte sogar noch selbst mit verbundenem Kopf die Ehrenrunde fahren. In der Nacht nach dem Rennen starb er zuhause im Schlaf an einer Gehirnblutung.[52]
- Theo Perelaer, Deutschland, Bahnradfahrer, † 28. Mai 1933, Radrennbahn Verviers, starb an den Folgen eines Sturzes[53]
- Georges Lemaire, Belgien, Straßenrennfahrer, † 29. September 1933, Ukkel (Belgische Club-Meisterschaften)[54]
- Georg Pawlack, Deutschland, Bahnradfahrer, † 10. Juni 1933, Radrennbahn Halle[55]
- Jean Cugnot, Frankreich, Bahnradfahrer, † 25. Juni 1933, Radrennbahn Vincennes. Sein Tod war Anlass für den französischen Radsportverband UVF, für Bahnfahrer ab 1. August 1933, für Straßenfahrer ab 1. Januar 1934 die Sturzkappenpflicht einzuführen.[56]
- Emil Richli, Schweiz, Bahnradfahrer, Schweizer Meisterschaften, † 13. Mai 1934[57]
- Josep Nicolau, Spanien, Bahnradfahrer, † 19. November 1934, auf dem Velódromo de Tirador in Palma[58]
- Bernhard Britz, Schweden, Straßenrennfahrer, † 31. Mai 1935. Stieß während eines Radrennens mit einem Lastwagen zusammen.[59]
- Francisco Cepeda, Spanien, Straßenrennfahrer, Tour de France 1935, † 14. Juli 1935.[60] Cepeda stürzte unbemerkt bei der Abfahrt vom Col du Galibier und wurde nur durch Zufall von einem Rennkommissar im Straßengraben gefunden. Mit einem Schädelbasisbruch wurde er in ein Krankenhaus eingeliefert und starb dort drei Tage nach dem Sturz. Cepeda war der erste Fahrer, der bei einer „Tour de France“ tödlich verunglückte.
- Rafael Pou, Spanien, Bahnradfahrer, † 28. Mai 1936, auf dem Velódromo de Tirador in Palma[58]
- Stefan Veger, Niederlande, Bahnradfahrer, † November 1936, Radrennbahn Gent[61]
- André Raynaud, Frankreich, Bahnradfahrer, † 29. März 1937, Radrennbahn Antwerpen[62]
- Adrian Buttafocchi, Frankreich, Straßenrennfahrer, † 29. Juni 1937, Grand Prix d’Antibes.[63] Buttafocchi stieß während des Rennens bei der Abfahrt vom Col Esteret mit einem Lastwagen zusammen.
- Pascal Valentini, Schweiz, Schrittmacher, † 28. Juli 1938, tödlicher Sturz auf der Radrennbahn von Genf[64]
- Hefty Stuart, Australien, Bahnradfahrer, † Dezember 1938, † tödlicher Sturz auf der Bahn von Melbourne.[65]
- Ernest Bishop, Südafrika, Bahnradfahrer, † Mai 1938, tödlicher Sturz auf der Bahn im Lords Ground Athletics and Cycling Stadium in Durban, Südafrika.[66]

### 1940er Jahre
- Richard Warnier, Luxemburg, Bahnradfahrer, † November 1943, Amor-Radrennbahn München[67]
- André Hardegger, Schweiz, Bahnradfahrer, † 11. Juni 1945, tödlicher Sturz bei einem Steherrennen auf der Radrennbahn in Zürich-Oerlikon[68]
- Richard Depoorter, Belgien, Straßenradfahrer, † 16. Juni 1948, Sturz bei der Abfahrt vom Sustenpass während der Tour de Suisse in einem schlecht beleuchteten Tunnel; er wurde von einem folgenden Begleitwagen überrollt.
- Léon Level, Frankreich, Bahnradfahrer, † 26. März 1949, Prinzenparkstadion Paris[69]
- Paul Chocque, Frankreich, Bahnradfahrer, 4. September 1949, tödlicher Sturz bei einem Steherrennen im Prinzenparkstadion Paris[70]
- Paul Kroll, Deutschland, Bahnradfahrer, † 8. November 1949, Radrennbahn Berliner Funkturm, Rennen „1000 Runden“

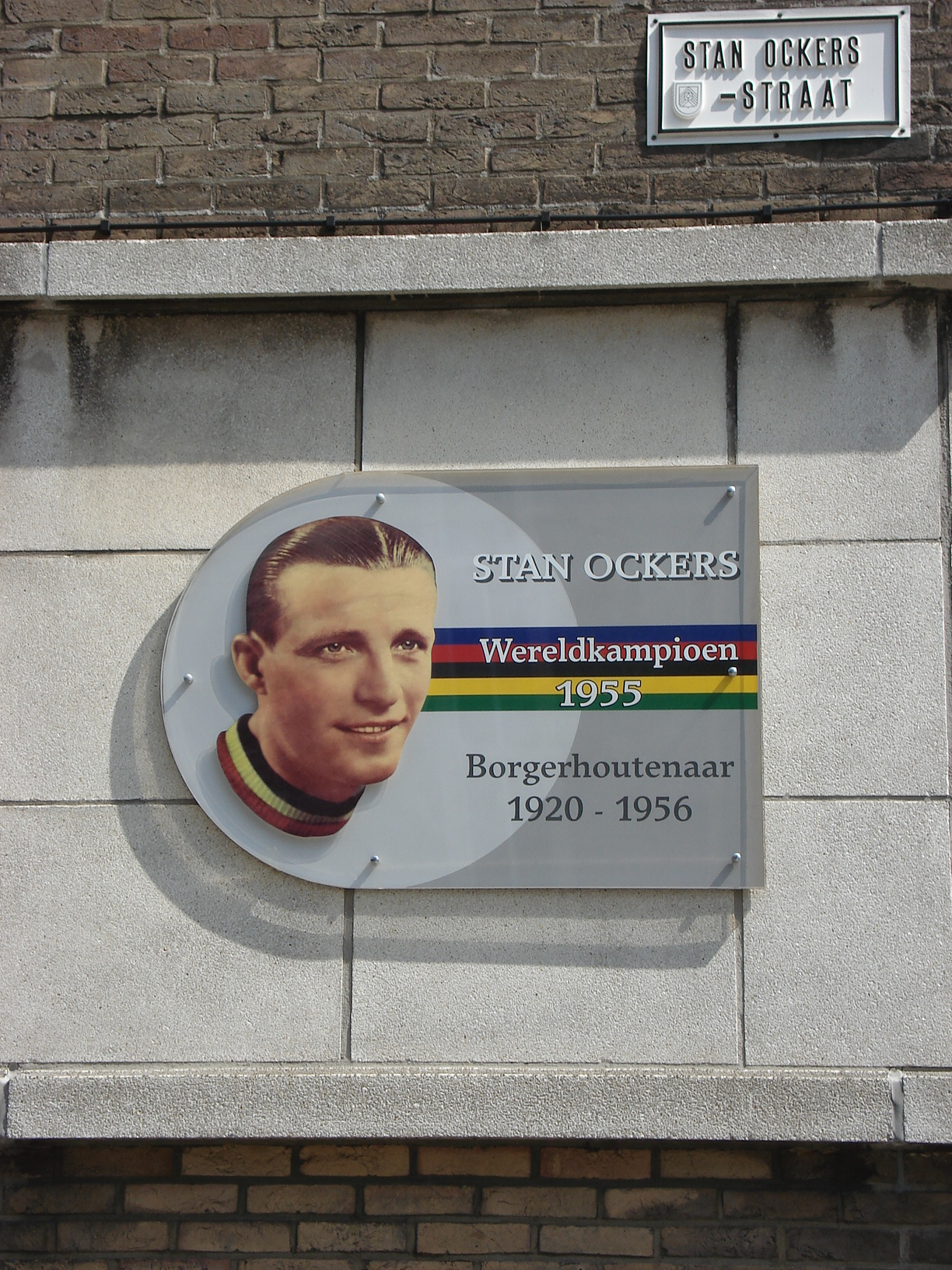
Stan Ockers-Straat in Borgerhout, einem Stadtteil von Antwerpen

### 1950er Jahre
- Hans Roßmann, Deutschland, Straßenrennfahrer, † 11. Juni 1950, Sturz bei der Bayerischen Straßenmeisterschaft der Amateure, starb im Krankenhaus von Ansbach an den Folgen eines Schädelbruchs[71]
- Camille Danguillaume, Frankreich, Straßenrennfahrer, † 26. Juni 1950. Danguillaume prallte während der französischen Straßenmeisterschaft mit einem Presse-Motorrad zusammen.[72][73]
- Carl Koblauch, Dänemark, Bahnradfahrer, † 1. Januar 1951. Prallte nach einem Rennen auf der Radrennbahn von Shepparton, Australien, gegen einen Lichtmast und starb sofort.[74]
- Gerard van Beek, Niederlande, Bahnradfahrer, † 15. März 1951, Sechstagerennen Berlin, Radrennbahn am Funkturm[75]
- Serse Coppi; Italien, Straßenrennfahrer, † 29. Juni 1951, Giro del Piemonte. Coppi stürzte auf dem letzten Kilometer vor dem Ziel und fuhr das Rennen noch zu Ende. Später wurde ihm übel, er starb an einer Hirnblutung im Krankenhaus.[76]
- Jakob Kropp, Deutschland, Straßenrennfahrer, † 19. Juli 1951, Sturz auf der Radrennbahn Krummerück in Aachen[77]
- Rudi Mirke, Deutschland, Bahnradfahrer, † 10. Dezember 1951, Sechstagerennen Berlin, Radrennbahn am Funkturm[78]
- Erich Metze, Deutschland, Bahnradfahrer, † 28. Mai 1952, Sturz auf der Radrennbahn Erfurt.[79] Metze hatte schon vor dem Zweiten Weltkrieg mehrere gefährliche Stürze überlebt und war im Krieg schwer verletzt worden. Er starb in Erfurt im Krankenhaus.
- Orfeo Ponsin, Italien, Straßenrennfahrer, † 20. Mai 1952, Sturz während des Giro d’Italia auf der Etappe von Siena nach Rom[80]
- Erich Schulz, DDR, Straßenrennfahrer, † 11. Juli 1956, stürzte tödlich auf der 6. Etappe der DDR-Rundfahrt[81]
- Stan Ockers, Belgien, Bahn- und Straßenrennfahrer (Weltmeister von 1955), † 1. Oktober 1956, Sturz auf der Radrennbahn im Sportpaleis von Antwerpen bei seinem 116. Rennen auf dieser Bahn. Tausende Menschen säumten die Straßen beim Trauerzug.[82]
- Russell Mockridge, Australien, Straßenrennfahrer, † 13. September 1958, Tour of Gippsland.[83] Mockridge wurde während des Rennens von einem Bus angefahren; sein Mannschaftskamerad Jim Taylor, der ebenfalls in den Unfall verwickelt war, überlebte mit Verletzungen.[84]
- Willy Lauwers, Belgien, Bahnradfahrer, † 12. April 1959, tödlicher Sturz bei einem Steher-Meeting auf der Radrennbahn von Palma
- Roy Hart, Vereinigtes Königreich, Straßenrennfahrer, † 1959, starb beim Straßenrennen Lincoln Grand Prix, nachdem er mit einem Lastwagen zusammengestoßen war[85]

### 1960er Jahre

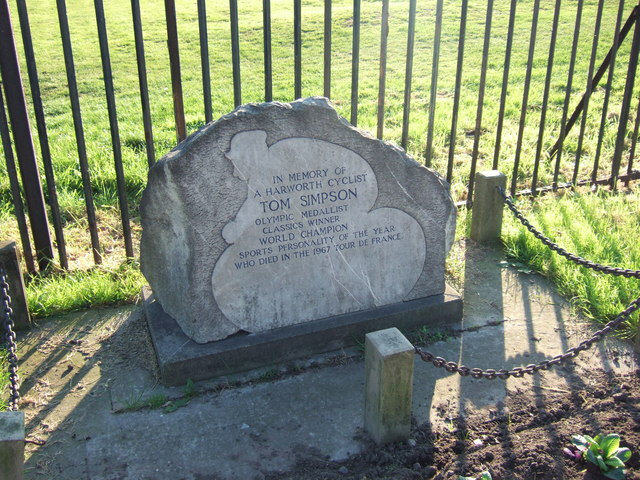
Gedenkstein für Tom Simpson in Großbritannien

- Knud Enemark Jensen, Dänemark, Straßenrennfahrer, † 26. August 1960, Olympische Spiele 1960 in Rom.[86] Jensen erlitt während des Rennens bei hohen Temperaturen einen Hitzschlag, fiel vom Rad und zog sich einen Schädelbruch zu, an dessen Folgen er einen Tag später starb. Sein Trainer gestand ein, dass Jensen gedopt gewesen war, was auch der toxikologische Befund bestätigte. Die Medikamenteneinnahme, so die Annahme, führte zu einer Dehydratation. Jensens Tod war der Anlass zur Einführung von Dopingtests bei Olympischen Spielen.
- Alessandro Fantini, Italien, Straßenrennfahrer, † 5. Mai 1961, Sturz beim Zielsprint der sechsten Etappe der Deutschland-Rundfahrt von Landau nach Trier. Zwei Tage später erlag er seinen Verletzungen.[87]
- Marc Huiart, Frankreich, Straßenrennfahrer, † 29. Juli 1962, im Eintagesrennen Grand Prix de Fourmies wurde er von einem Fahrzeug angefahren und starb kurz darauf im Krankenhaus an seinen Verletzungen.
- Felicien Van Ingelghem, Belgien, Schrittmacher, † 9. August 1963, Sturz auf der Radrennbahn im Olympiastadion Amsterdam am 19. Juli 1963; Tod durch die Folgen des Sturzes vier Wochen später.[88]
- Louis De Vos, Belgien/Kanada, Bahnradfahrer, † 2. Mai 1964, Sturz beim Sechstagerennen in Montreal[89]
- Pietro Castellan, Italien, Straßenrennfahrer, † 20. März 1966, tödlicher Sturz beim Großen Conti-Straßenpreis in Hannover[90]
- Gregoire Van Kuyck, Belgien, Straßenrennfahrer, † 15. Mai 1966, tödlicher Sturz bei einem Rennen in Beerse[91]
- Tom Simpson, Großbritannien, Straßenrennfahrer, Straßenweltmeister von 1965, † 13. Juli 1967, Tour de France, bei der Auffahrt zum Mont Ventoux.[92][93] Simpson erlitt einen Herzstillstand aufgrund Überanstrengung, Einnahme von verschiedenen Medikamenten und Dehydratation.
- Roger De Wilde, Belgien, Straßenrennfahrer, † 23. September 1967, Kriterium in Kemzeke. De Wilde erlitt während des Rennens einen Herzstillstand. Bei der Obduktion wurden Spuren von Amphetaminen in seinem Körper gefunden.
- Valentin Uriona, Spanien, Straßenrennfahrer, † 30. Juli 1967, spanische Straßenmeisterschaften,[94] starb an den Folgen eines Sturzes
- Ruedi Staebler, Schweiz, Bahnradfahrer, † 1971, stürzte 1967 während eines Bahnrennens auf der Radrennbahn Oerlikon in Zürich. Lag lange im Koma, war danach teilweise gelähmt und musste künstlich ernährt werden. Er starb vier Jahre nach dem Sturz an dessen Folgen.[95]
- José Samyn, Frankreich, Straßenrennfahrer, † 28. August 1969, Zingem, Sturz während eines kleinen Rennens[96]

### 1970er Jahre
- Jean-Pierre Monseré, Belgien, Straßenrennfahrer, Weltmeister von 1970, † 15. März 1971. Monseré stieß beim Grand Prix de Retie mit einem Auto zusammen, das ihm frontal entgegenkam.[97][98]
- Manuel Galera, Spanien, Straßenrennfahrer, † 14. Februar 1972, tödlicher Sturz bei der Andalusien-Rundfahrt[99]
- Juan Manuel Santisteban, Spanien, Straßenrennfahrer, † 21. Mai 1976, tödlicher Sturz beim Giro d’Italia[100]
- Karl Kaminski, DDR, Bahnradfahrer, mehrfacher DDR-Meister im Steherrennen, † 8. Oktober 1978, nach Sturz bei einem Steherrennen auf der Radrennbahn in Leipzig[101]

### 1980er Jahre
- Joaquim Agostinho, Portugal, Straßenrennfahrer, † 10. Mai 1984. Während der Algarve-Rundfahrt kam Agostinho durch einen Hund zu Fall, erlitt einen Schädelbruch und starb elf Tage später im Krankenhaus.[102]
- Norbert Huber, Österreich, Straßenrennfahrer, † 14. September 1985. Starb während einer Etappe der Steiermark-Rundfahrt, als ein betrunkener Motorradfahrer nördlich des Gratkorn-Tunnels trotz Anhalteversuchen durch die Polizei in die Spitzengruppe gerast war. Fünf weitere Radrennfahrer wurden dabei zum Teil schwer verletzt.[103]
- Emilio Ravasio, Italien, Straßenrennfahrer, † 28. Mai 1986. Stürzte während der 1. Etappe des Giro d’Italia und starb zwei Monate später im Krankenhaus.[104]
- Michel Goffin, Belgien, Straßenrennfahrer, † 27. Februar 1987. Stürzte bei der Tour du Haut-Var und starb sechs Tage später im Krankenhaus.[105]
- Vicente Mata Ventura, Spanien, Straßenrennfahrer, † 17. Februar 1987. Wurde bei einem seiner ersten Profirennen, der Trofeo Luis Puig, von einem Auto angefahren.[106]
- Connie Meijer, Niederlande, Straßenrennfahrerin, † 17. August 1988. Erlitt bei einem Kriterium in den Niederlanden einen Herzstillstand. Als Grund wurde eine verschleppte Grippe vermutet, aber auch EPO-Missbrauch.[107]

### 1990er Jahre

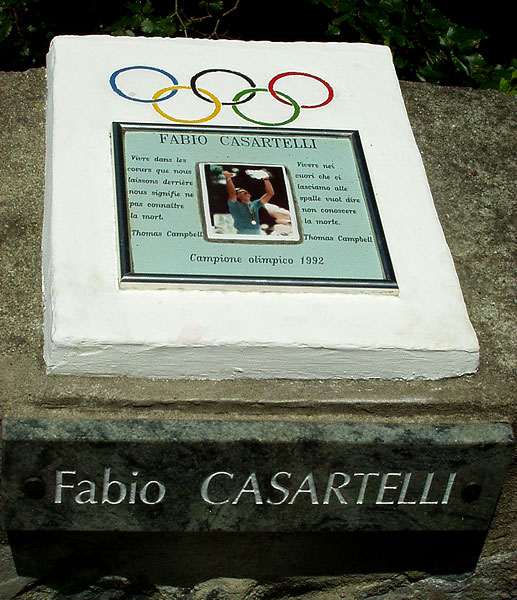
Gedenktafel für Fabio Casartelli am Col de Portet d'Aspet

- Fabio Casartelli, Italien, Straßenrennfahrer, † 19. Juli 1995. Stürzte bei der Tour de France bei der Abfahrt vom Col de Portet-d’Aspet, prallte mit dem Kopf gegen einen Betonpfeiler und starb wenig später.[108]
- José Antonio Espinosa, Spanien, Straßenrennfahrer, † 19. Oktober 1996. Starb an den Folgen eines Sturzes nach dem Zusammenstoß mit einem Rennkommissar.[109]
- Manuel Sanroma, Spanien, Straßenrennfahrer, † 19. Juni 1999. Starb an den Folgen eines Sturzes während der Katalonien-Rundfahrt, nachdem er auf eine Bordsteinkante gestürzt war.[110]

### 2000er Jahre
- Saúl Morales, Spanien, Straßenrennfahrer, † 28. Februar 2000. Wurde während der Argentinien-Rundfahrt von einem Lastwagen angefahren. Die europäischen Teams beendeten daraufhin die Rundfahrt, die seitdem nicht mehr ausgetragen wird.[111]
- Nicole Reinhart, Vereinigte Staaten, Straßenrennfahrerin, † 17. September 2000. Starb beim Arlington Circuit Race vor Ort, nachdem sie gegen einen Baum geprallt war.[112]
- Magali Pache, Schweiz, Straßenrennfahrerin, † 3. September 2000. Wurde nach Beendigung einer Etappe bei der Trophée d’Or Féminin auf dem Weg zum Hotel mit dem Fahrrad von einem Auto angefahren und tödlich verletzt.[113]
- Brett Malin, Vereinigte Staaten, Extremsportler, † 18. Juni 2003. Wurde als Mitglied einer Viererstaffel des Race Across America nach Beendigung eines Staffelabschnitts frontal von einem Laster erfasst.[114]
- Andrei Kiwiljow, Kasachstan, Straßenrennfahrer, † 12. März 2003. Starb nach einem Sturz bei Paris–Nizza. Sein Tod war Anlass für den Weltradsportverband Union Cycliste Internationale, die Helmpflicht für Straßenprofis einzuführen.[115]
- Juan Antonio Barrero, Kolumbien, Straßenrennfahrer, † 11. Juni 2004. Erlitt schwere Kopfverletzungen bei der Vuelta a Colombia und starb wenig später im Krankenhaus.[116]
- Tim Pauwels, Belgien, Cyclocross-Fahrer, † 26. September 2004. Stürzte bei einem Rennen in Belgien, nachdem er zuvor einen Herzstillstand erlitten hatte.[117]
- Alessio Galletti, Italien, Straßenrennfahrer, † 15. Juni 2005. Starb während des spanischen Radrennens Subida al Naranco an einem Herzstillstand.[118]
- Bob Breedlove, Vereinigte Staaten, Extremradsportler, † 23. Juni 2005. Wurde beim Race Across America von einem Pickup angefahren.[119]
- Isaac Gálvez, Spanien, Bahnradfahrer, † 26. November 2006. Stürzte beim Sechstagerennen von Gent und brach sich das Genick.[120]
- Pieter Ombregt, Belgien, Straßenrennfahrer, † 11. September 2007. Stürzte bei einem Radrennen in Matteson, Illinois, USA und starb am gleichen Tag an seinen Verletzungen.[121]
- Bruno Neves, Portugal, Straßenrennfahrer, † 11. Mai 2008. Stürzte beim Rennen Clássica de Amarante und starb auf dem Weg zum Krankenhaus.[122]

### 2010er Jahre
- Thomas Casarotto, Italien, Straßenrennfahrer, † 10. September 2010. Erlitt bei einem Sturz während des Giro della Regione Friuli Venezia Giulia schwere Kopfverletzungen. Nach viertägigem Krankenhausaufenthalt entschieden seine Eltern, dass die lebensverlängernden Maßnahmen eingestellt und seine Organe gespendet werden sollten.[123]
- Wouter Weylandt, Belgien, Straßenrennfahrer, † 9. Mai 2011. Stürzte während des Giro d’Italia auf der Abfahrt vom Bocca-Pass 25 Kilometer vor dem Ziel der 3. Etappe in Mezzanego und starb noch an der Unfallstelle an seinen Verletzungen.[124]
- Junior Heffernan, Vereinigtes Königreich, † 3. März 2013. Starb nach dem Zusammenstoß mit einem Auto während des Severn Bridge Road Race in Gloucestershire[125]
- Marcelo Gracés, Uruguay, Straßenrennfahrer, † 31. März 2013. Kollidierte während der letzten Etappe der Vuelta Ciclista del Uruguay nach einem Lenkerbruch mit einem Begleitmotorrad und starb bei Einlieferung ins Krankenhaus an seinen schweren Kopfverletzungen.[126]
- Wouter Dewilde, Belgien, Straßenrennfahrer, † 1. Mai 2013. Stürzte im belgischen Veldegem nach einem Rennen für Nachwuchs- und Elitefahrer ohne Vertrag hinter dem Ziel, das er als Dritter im Sprint erreichte, in die Absperrung und starb Stunden später im Krankenhaus in Brügge an den erlittenen Verletzungen.[127]
- Jeanné Nell, Südafrika, Bahnradfahrer, † 12. Februar 2014. Starb an den Folgen eines Sturzes bei einem Keirin-Rennen im Bellville Velodrome von Kapstadt.[128]
- Felix Schultz, Schweiz, † 14. Juni 2014, kam bei einem offenen Amateurrennen im Rahmen der Gippinger Radsporttage ums Leben, nachdem er in einen Sturz mit insgesamt vier Fahrern verwickelt gewesen war.[129]
- Annefleur Kalvenhaar, Niederlande, Mountainbikerin, † 23. August 2014. Stürzte tödlich bei der Qualifikation zum Mountainbike-Weltcupfinale in Méribel. Es war der erste tödliche Vorfall in der Geschichte des Mountainbike-Weltcups.[130]
- Antoine Demoitié, Belgien, Straßenrennfahrer, † 27. März 2016. Wurde nach einem Sturz von einem Begleitmotorrad überfahren und starb wenig später im Krankenhaus.[131]
- Daan Myngheer, Belgien, Straßenrennfahrer, † 28. März 2016, erlitt während des Critérium International 2016 auf Korsika einen Herzstillstand und starb im Krankenhaus.[132]
- Matiz Vander Poorten, Belgien, Straßenrennfahrer, † 30. April 2016. Kollidierte während der Aufwärmphase vor einem Junioren-Rennen mit einem Linienbus[133]
- David Cañada, Spanien, Straßenrennfahrer, † 28. Mai 2016. Der ehemalige Profi stieß bei einem Jedermannrennen mit einem anderen Fahrer zusammen und starb an schweren Kopfverletzungen.[134]
- Bahman Golbarnezhad, Iran, Paracycler, † 17. September 2016. Stürzte schwer beim Straßenrennen der Sommer-Paralympics in Rio de Janeiro und starb an einem Herzstillstand.[135]
- Eslam Nasser Zaki, Ägypten, Bahnradfahrer, † 20. März 2017. Fiel während der afrikanischen Bahnmeisterschaften während des Omniums aus bisher unbekannten Gründen vom Rad und war auf der Stelle tot.[136]
- Chad Young, USA, Straßenrennfahrer, † 28. April 2017. Stürzte auf einer Abfahrt bei der Tour of the Gila schwer und starb einen Tag später an schweren Kopfverletzungen.[137]
- Michael Goolaerts, Belgien, Straßenrennfahrer, † 8. April 2018, erlitt einen Herzstillstand beim Rennen Paris–Roubaix und starb wenig später im Krankenhaus.[138]
- Stef Loos, Belgien, Straßenrennfahrer, † 18. März 2019. Stürzte während eines Rennens in Belgien, nachdem er mit einer Gruppe von Fahrern falsch abgebogen und in den Straßenverkehr geraten war. Er erlitt schwere Kopfverletzungen und starb wenig später im Krankenhaus im Alter von 19 Jahren.[139]
- Bjorg Lambrecht, Belgien, Straßenrennfahrer, † 5. August 2019. Stürzte während der Polen-Rundfahrt und starb wenig später im Alter von 22 Jahren während einer Operation im Krankenhaus.[140]
- Giovanni Iannelli, Italien, Straßenrennfahrer, † 6. Oktober 2019. Prallte beim 87. Circuito Molinese in Molino dei Torti mit dem Kopf auf einen Betonblock, wobei sein Helm zerbrach. Er starb an den Folgen des Sturzes im Krankenhaus im Alter von 22 Jahren.[141]

### 2020er Jahre
- Katja Husen, Deutschland, † 28. Juni 2022. Die Politikerin und Freizeitsportlerin stürzte beim Rosenheimer Radmarathon in Bayern. Nach zwei Tagen erlag sie ihren schweren Kopfverletzungen.[142]
- Gino Mäder, Schweiz, † 16. Juni 2023. Stürzte bei der Tour de Suisse 2023 bei der Abfahrt vom Albulapass. Nach dem Sturz in eine Schlucht wurde er reanimiert, starb aber tags darauf in einem Krankenhaus.[143]
- Jacopo Venzo, Italien, Nachwuchsfahrer, † 22. Juli 2023. Stürzte bei der Oberösterreich-Rundfahrt auf der Abfahrt vom Mistelbacher Berg und starb im Alter von 17 Jahren.[144]
- Marc van der Wielen, Niederlande, Straßenrennfahrer, † 20. August 2023. Starb bei einem Amateurrennen in Nettetal, nachdem er aufgrund eines Zusammenstoßes mit einem anderen Teilnehmer gegen einen Baum geprallt war.
- André Drege, Norwegen, Straßenrennfahrer, † 6. Juli 2024. Stürzte bei der Österreich-Rundfahrt auf der Abfahrt vom Großglockner.[145]
- Muriel Furrer, Schweiz, starb am 27. September 2024, einen Tag nach ihrem schweren Sturz bei den Straßenradsport-Weltmeisterschaften 2024.[146]
- Beau van Izerloo, Niederlande, Straßenrennfahrer, † 28. März 2025. Wurde nach der ersten Etappe des Nachwuchs-Rennens Arden Challenge von einem Lastwagen angefahren.[147]
- Samuele Privitera, Italien, Straßenrennfahrer; † 16. Juli 2025. Starb nach einem Sturz beim Giro della Valle d’Aosta.[148]

## Todesfälle während des Trainings

### 20. Jahrhundert
- Breton, Frankreich, Schrittmacher (?), † August 1902. Starb nach einem Sturz während des Trainings auf der Radrennbahn im Prinzenparkstadion.[149]
- Hugh MacLean, Vereinigte Staaten, Bahnradfahrer, † 3. September 1909, Radrennbahn Revere. Erlitt durch einen Trainingssturz einen tödlichen Schädelbruch.[150]
- Ottavio Bottecchia, Italien, Straßenrennfahrer, Tour-France-Sieger von 1924 und 1925, † 14. Juni 1927. Bottecchia wurde mit Schädelbruch und Verletzungen neben einer Straße gefunden, der Grund für die Verletzungen konnte nie aufgeklärt werden. U. a. wurde ein Angriff von italienischen Faschisten vermutet, aber auch ein Sturz infolge eines Hitzschlags.[151][152]
- Ernst Feja, Deutschland, Bahnradfahrer, † 1. September 1927, Radrennbahn Zürich-Oerlikon[153]
- Harald Fenk, Deutschland, Bahnradfahrer, † 27. März 1933, Radrennbahn Erfurt, tödlicher Sturz während des Trainings[154]
- Frans Ceurremans, Niederlande, Bahnradfahrer, Sohn von Constant Ceurremans, † 6. Mai 1933, Radrennbahn Rijswijk. Ceurremans stürzte beim Training, Schrittmacher war sein älterer Bruder. Er starb drei Tage später im Krankenhaus im Alter von 21 Jahren.[155]
- Alfred Lang, Deutschland, Schrittmacher, † 14. August 1934, Sturz während des Trainings auf der Radrennbahn in Stettin, starb nach mehreren Tagen im Krankenhaus
- Werner Walter, Schweiz, Bahnradfahrer, † 26. Juli 1938, starb nach einem Trainingssturz auf der Radrennbahn Oerlikon in Zürich[64]
- Robert Ilse, Deutschland, Bahnradfahrer, † 21. Juli 1947, starb nach einem Trainingssturz auf der Radrennbahn in Frankfurt am Main
- Jakob Kropp, Deutschland, Bahnradfahrer, † 19. Juli 1951, tödlicher Sturz während eines Trainings auf der Radrennbahn Krummerück in Aachen[156][157]
- Walter Heßlich, DDR, Schrittmacher, 1951, tödlicher Sturz während eines Trainings auf der Radrennbahn Andreasried in Erfurt[158]
- José Luis Talamillo, Spanien, Straßenrennfahrer, † 31. Dezember 1965, wurde beim Training von einem Auto angefahren und starb an den Verletzungen.[159]
- Peter Buckley, Großbritannien, Straßenrennfahrer, † 11. August 1969, stürzte während des Straßentrainings über einen freilaufenden Hund und starb an den Verletzungen.[160]
- Jean-Jacques Fussien, Frankreich, Straßenrennfahrer, † 23. August 1978, starb an den Folgen eines Trainingssturzes[161]
- Sergio Martínez, Kuba, Straßenrennfahrer, † 5. September 1979, erlitt auf der Rückfahrt von einer Trainertagung einen Unfall auf dem Motorrad und starb am 2. Oktober 1979 an den Unfallfolgen.[162]
- Jean-Claude Rude, Frankreich, Bahnradfahrer, † 26. März 1980, wurde beim Training für einen neuen Geschwindigkeitsrekord an der Seite eines Schnellzuges von den Zugturbulenzen mitgerissen und starb auf der Stelle.[163]
- Darren Smith, Australien, Straßenrennfahrer, † 17. November 1992, wurde während des Straßentrainings von einem Lastwagen angefahren und war auf der Stelle tot.[164]
- Mary Jane Reoch, Vereinigte Staaten, Straßenrennfahrerin, † 11. September 1993, kam bei einer Trainingsfahrt mit einem Sportler, den sie betreute, durch einen Verkehrsunfall ums Leben.
- Antonio Martín Velazquez, Spanien, Straßenrennfahrer, † 11. Februar 1994. Wurde beim Training in der Nähe von Madrid von einem Lastwagen überfahren.[109]
- Michela Fanini, Italien, Straßenrennfahrerin, † 16. Oktober 1994. Starb nach einem Verkehrsunfall während des Trainings.[165]
- Néstor Mora, Kolumbien, Straßenradsportler. Mora wurde während des Trainings von einem Lastwagen angefahren und starb am 20. Februar 1995 an den Folgen des Unfalls.[166]
- Beryl Burton, Vereinigtes Königreich, Straßenrennfahrerin, † 8. Mai 1996. Erlitt einen Herzanfall während des Trainings.[167]
- Lubomír Hargaš, Tschechien, Bahnradfahrer, † 20. August 1997, stieß beim Training auf der Straße mit einem Bus zusammen.[168]
- Robert Lange, Deutschland, Bundestrainer, † 7. März 2000. Starb nach einer Trainingsausfahrt auf Mallorca nach einem Frontalzusammenstoß mit einem Auto.[169]
- Anders Nilsson, Schweden, Triathlet, † 18. Juni 2000. Wurde beim Training von einem Auto angefahren.[170]

### 21. Jahrhundert

#### 2000er Jahre

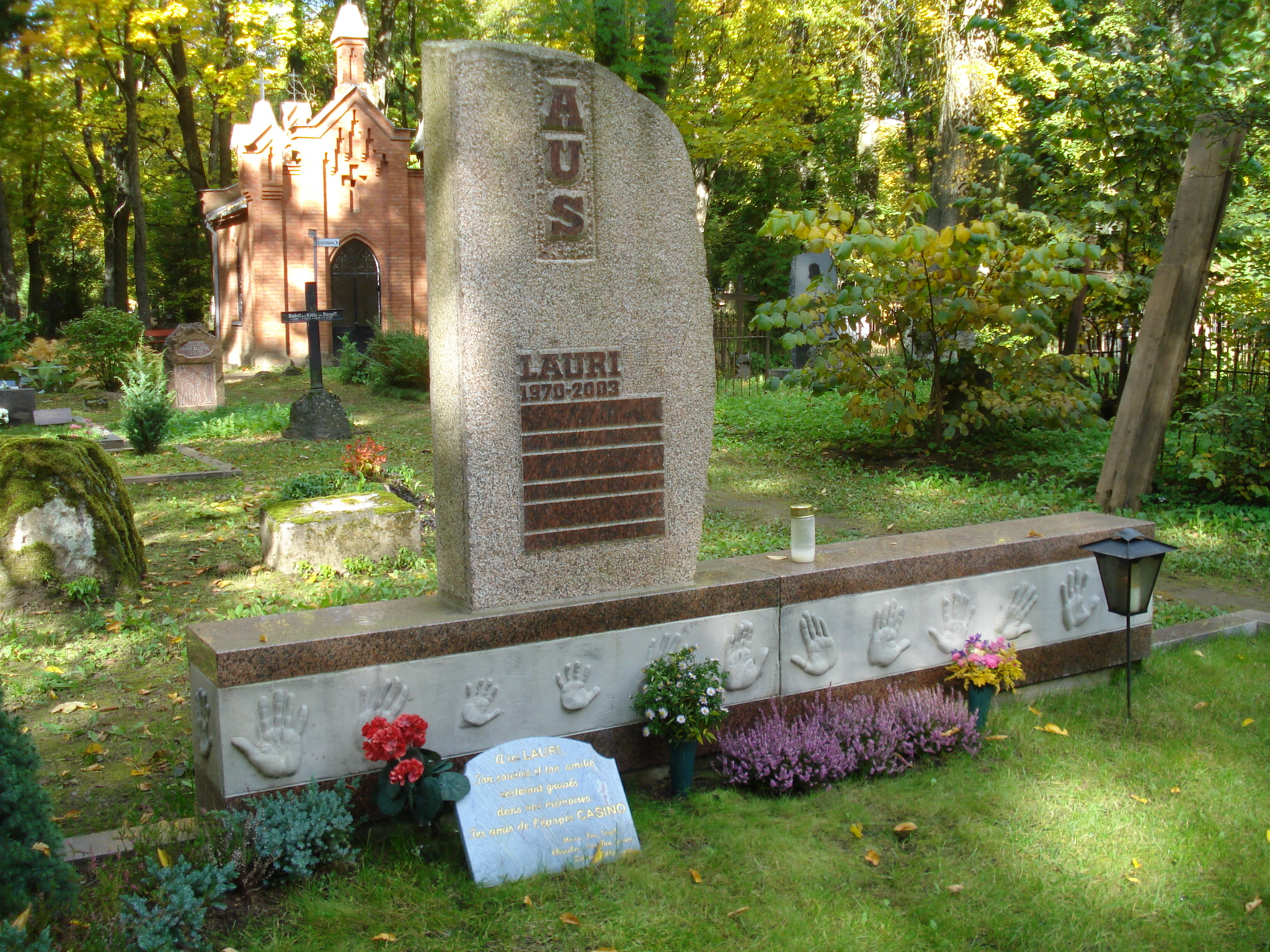
Das Grab von Lauri Aus in Tartu

- Ali Darwisch, Vereinigte Arabische Emirate, Straßenrennfahrer, † 2. Januar 2001. Wurde in Dubai beim Straßentraining von einem Auto tödlich verletzt.[171]
- Ricardo Otxoa Palacios, Spanien, Straßenrennfahrer, † 15. Februar 2001. Wurde während des Trainings gemeinsam mit seinem Zwillingsbruder Javier Otxoa Palacios von einem Auto angefahren. Der Bruder lag 65 Tage lang im Koma und blieb körperlich behindert.[172]
- Lauri Aus, Estland, Straßenrennfahrer, † 20. Juli 2003. Wurde in Estland beim Training von einem betrunkenen Autofahrer angefahren.[173]
- Steve Vermaut, Belgien, Straßenrennfahrer, † 28. Juni 2004. Vermaut hatte seine Profi-Laufbahn 2002 wegen eines Herzinfarkts beendet. Während einer Radtour erlitt er einen weiteren Infarkt.[174]
- Amy Gillett, Australien, Straßenrennfahrerin, † 18. Juli 2005. Starb nach einer Kollision mit einem Auto während des Trainings einen Tag vor Beginn der Internationalen Thüringen-Rundfahrt, fünf weitere Fahrerinnen aus ihrer Trainingsgruppe wurden bei demselben Unfall zum Teil schwer verletzt.[175]
- Scott Peoples, Australien, Straßenrennfahrer, † 15. Dezember 2006. Peoples wurde während des Trainings von einem Autofahrer angefahren. Dieser Autofahrer, der unter zahlreichen Handicaps einschließlich einer Sehbehinderung litt, hatte schon drei Jahre zuvor den Tod eines Radfahrers verschuldet.[176][177]
- Luke Harrop, Australien, Triathlet, † 2002. Harrop wurde während des Trainings von einem Auto angefahren, der Fahrer flüchtete. Später wurde eine Frau als Täterin verhaftet, die bei dem Unfall ein gestohlenes Auto gefahren hatte.[178]
- Ben Mikic, Australien, Straßenrennfahrer, † 27. April 2007. Der 15-jährige Mikic wurde während des Trainings von einem Auto erfasst.[179]
- Jason MacIntyre, Schottland, Vereinigtes Königreich, Straßenrennfahrer, † 15. Januar 2008. Starb nach einer Kollision mit einem Auto während einer Trainingsfahrt.[180]
- Sinaida Stahurskaja, Belarus, Straßenrennfahrerin, Weltmeisterin 2000, † 25. Juni 2009. Starb während einer Trainingsfahrt in ihrer Heimatstadt Wizebsk nach einer Kollision mit einem Auto.[181]
- Jette Fuglsang, Dänemark, Straßenrennfahrerin, † 13. Juli 2009 nach einem Sturz während des Trainings in den französischen Alpen

#### 2010er Jahre
- Jorge Alvarado, Mexico, Straßenrennfahrer. † 8. April 2010. Wurde nahe San Bernardino frontal von einem 18-jährigen Autofahrer, der ein Rennen fuhr, angefahren.[182]
- Jure Robič, Slowenien, Straßenrennfahrer, † 24. September 2010. Kollision mit einem Auto während des Trainings in seinem Heimat Jesenice.
- David Gimkiewicz, Deutschland, Straßenrennfahrer, † 4. November 2010. Wurde bei einer Trainingsausfahrt in Erftstadt von einem Auto angefahren, ein Trainingskamerad wurde schwer verletzt.[183]
- Carla Swart, Südafrika, Straßenrennfahrerin, † 19. Januar 2011. Die Zehntplatzierte der Straßen-WM 2010 wurde beim Training in ihrem Heimatland von einem LKW erfasst und starb auf dem Weg ins Krankenhaus.[184]
- Víctor Cabedo, Spanien, Straßenrennfahrer, † 19. September 2012, wurde beim Training von einem Auto erfasst.[185]
- Iñaki Lejarreta, Spanien, Mountainbikefahrer, † 16. Dezember 2012, wurde beim Straßentraining von einem Auto angefahren.[186]
- Burry Stander, Südafrika, Mountainbiker, † 3. Januar 2013, wurde bei einer Trainingsfahrt in der Provinz KwaZulu-Natal von einem Minibus überfahren und tödlich verletzt.[187]
- Asmuni Ali, Malaysia, Straßenrennfahrer, † 2. Oktober 2013, wurde bei einer Trainingsfahrt vom eigenen Begleitfahrzeug überfahren, nachdem er bei dem Versuch, Proviant entgegenzunehmen, vom Rad gefallen war.[188]
- Amy Dombroski, Vereinigte Staaten, Cyclocrossfahrerin, † 3. Oktober 2013, kollidierte beim Straßentraining in Belgien mit einem LKW.[189]
- Felix Baur, Schweiz, Straßenradrennfahrer, † 22. Dezember 2013, starb im Alter von 21 Jahren in Winterthur an den Folgen eines Sturzes während des Trainings in Spanien.[190]
- Kristof Goddaert, Belgien, Straßenradrennfahrer, † 18. Februar 2014, geriet bei einer Trainingsfahrt in Antwerpen unter einen Bus und erlag noch am selben Tag seinen Verletzungen.[191]
- Clinton Grant, Trinidad und Tobago, Bahnradsportler, † 29. März 2014, wurde beim Straßentraining von einem Auto angefahren und starb kurz darauf im Krankenhaus.[192]
- Victor Williams, Vereinigte Staaten, Straßen- und Bahnradfahrer, † 10. Juni 2014, stürzte bei einem Trainingsrennen auf dem 7-Eleven Velodrome Track in Colorado Springs tödlich und starb im Alter von 54 Jahren.[193]
- Patrick Gaudy, Belgien, Cyclocrossfahrer, † 10. März 2015, wurde bei einer Trainingsfahrt von einem Lastwagen angefahren und war auf der Stelle tot. Er wurde 38 Jahre alt.[194]
- Jonathan Baratto, Belgien, Straßenradrennfahrer, † 12. Juni 2015, wurde beim Training von einem Auto angefahren und war auf der Stelle tot. Er wurde 23 Jahre alt.[195]
- Manfred Putz, Österreich, Handbiker, † 19. Juni 2015, kollidierte beim Straßentraining mit einer Eisenbahnlokomotive und starb noch am Unfallort.[196]
- Richard Ochoa, Venezuela, Straßenradrennfahrer, † 19. Juli 2015, ein Auto fuhr in die Trainingsgruppe von Ochoa, dieser wurde tödlich verletzt.[197]
- Samuel Anim, ghanaischer Straßenmeister von 2009, † 26. Juli 2015, wurde beim Straßentraining in den Aburi Mountains von einem Motorrad erfasst und starb im Alter von 26 Jahren.[198]
- Jan Krankenberg, Deutschland, Mountainbiker, † 28. Februar 2016, wurde beim Straßentraining von einem Auto erfasst. Er wurde 17 Jahre alt.[199]
- Melvin Trundle, Deutschland, Straßenradrennfahrer, † 28. Januar 2017. Nachwuchsfahrer des RSV Gütersloh. Kollision mit einem Motorradfahrer, beide starben an der Unfallstelle.[200]
- Michele Scarponi, Italien, Straßenradrennfahrer, † 22. April 2017. Wurde bei einer Trainingsausfahrt in der Nähe seines Heimatorts Filottrano an einer Kreuzung frontal von einem Kleintransporter erfasst und dabei tödlich verletzt.[201]
- Philip Klein, Deutschland, Straßenradrennfahrer, † 11. Juli 2017. Wurde beim Straßentraining von einem Auto angefahren und starb noch an der Unfallstelle. Der Juniorenfahrer des rad-net Rose Teams wurde 17 Jahre alt.[202]
- Carlos López, Mexiko, Straßenradrennfahrer, † 15. Dezember 2019. Wurde beim Straßentraining von einem Auto angefahren und starb noch an der Unfallstelle.[203]
- Xu Chao, China, Bahnradsportler, starb am 10. November 2024 an den Folgen eines Trainingsunfalls[204]

#### 2020er Jahre
- Jude Bentley, Guyana, Straßenradrennfahrer, † 8. Februar 2020. Wurde beim Straßentraining von einem Auto abgedrängt und starb vor Ort an seinen Sturzverletzungen.[205]
- Jan Riedmann, Deutschland, Straßenradrennfahrer, † 2. August 2020. Ihm wurde bei einer Trainingsausfahrt am 1. August von einem Autofahrer die Vorfahrt genommen und erlag einen Tag später seinen schweren Kopfverletzungen in der Uniklinik Würzburg. Er wurde 17 Jahre alt.[206]
- Davide Rebellin, Italien, Straßenradrennfahrer, † 30. November 2022. Wurde bei einer Ausfahrt mit dem Rad in Montebello Vicentino von einem Lkw überfahren, er war auf der Stelle tot. Er wurde 51 Jahre alt.[207]
- Jhon Jarrín wurde am 9. März 2021 in Cuenca beim Radtraining von einem Auto angefahren und starb kurz darauf an seinen Verletzungen. Er wurde 59 Jahre alt.[208]
- Tijl De Decker, Belgien, † 25. August 2023. Prallte beim Training von hinten gegen ein Fahrzeug. Starb nach zwei Tagen im Koma.[209]
- Juan Puralte, Spanien, † 28. Februar 2024.[210]
- Sara Piffer, Italien, † 24. Januar 2025. Wurde beim Training von einem überholenden Kfz aus dem Gegenverkehr frontal umgefahren.[211]

## Ungewöhnliche Todesfälle von Radsportlern (Auswahl)

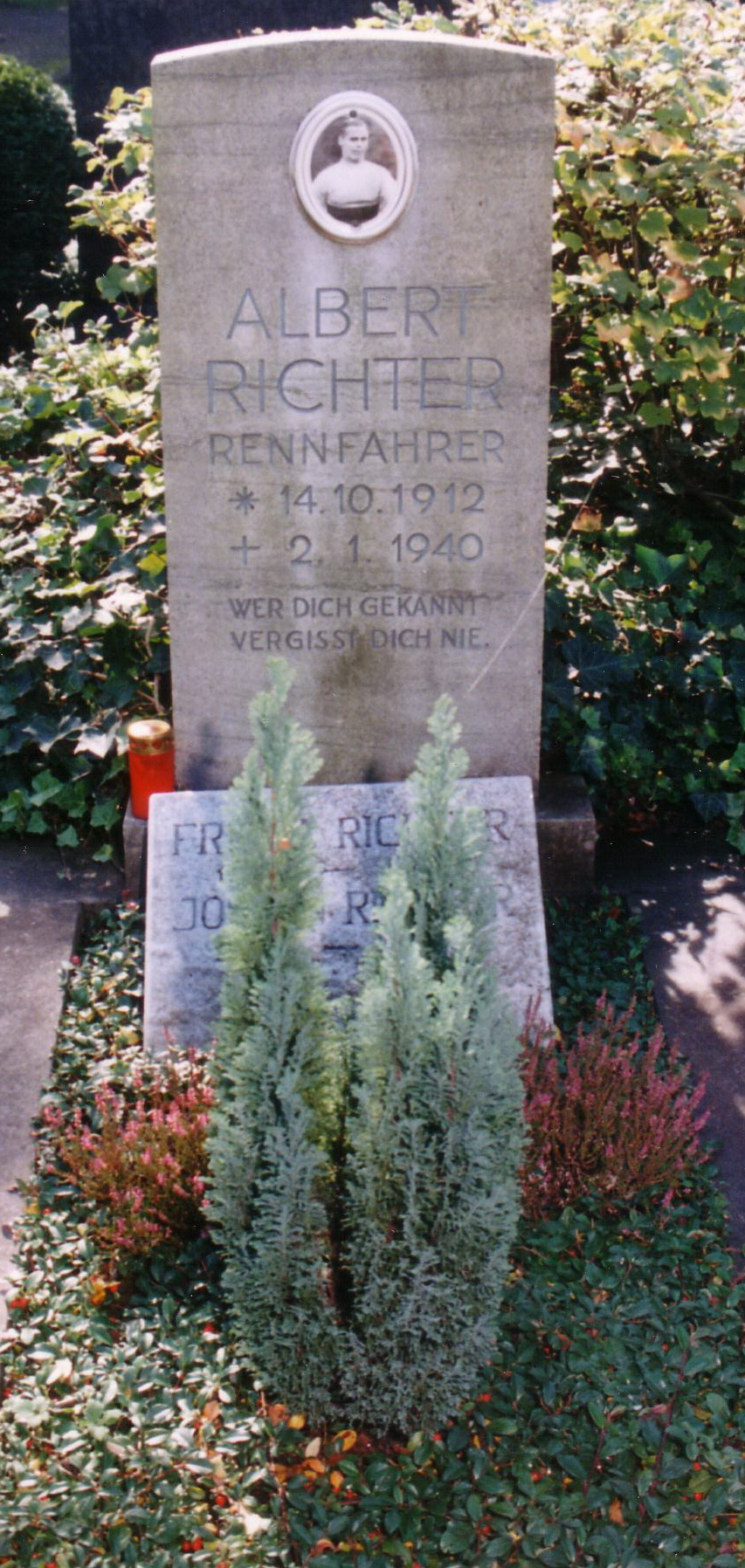
Grab von Albert Richter in Köln

- Paul Médinger, Frankreich, Bahnradfahrer, † 27. April 1895. Wurde kurz nach seinem Rücktritt vom Radsport von seiner Ehefrau umgebracht.
- Jimmy Michael, Wales, Vereinigtes Königreich, Bahnradfahrer, Steher-Weltmeister, † 21. November 1904. Starb an Bord des Ozeandampfers Saxonia, genaue Todesursache unbekannt, vermutet wurde Gehirnschlag oder Delirium tremens. Michael hatte zuvor bei einem schweren Trainingssturz auf der Radrennbahn Friedenau schwere Kopfverletzungen erlitten, soll alkoholsüchtig gewesen sein und gedopt haben.[212][213]
- René Pottier, Frankreich, Straßenrennfahrer, Gewinner der Tour de France 1906, † 25. Januar 1907, nahm sich ein halbes Jahr nach seinem Toursieg das Leben.
- Adolphe Hélière, Frankreich, † 14. Juli 1910. Ertrank im Mittelmeer an einem Ruhetag während der Tour de France.[214]
- Franz Suter, Schweiz, Straßenrennfahrer, † 1. Juni 1914. Wurde bei einem Spaziergang mit anderen Radsportlern von einem Zug überfahren.[215]
- Floyd MacFarland, Vereinigte Staaten, Bahnradfahrer und Rennorganisator. Wurde im April 1915 bei einer Auseinandersetzung auf der Radrennbahn von Newark mit einem Schraubenzieher erstochen.[216]
- Henri Pélissier, Frankreich, Straßenrennfahrer, † 1. Mai 1935 in Dampierre-en-Yvelines. Er wurde von seiner Freundin mit dem Revolver erschossen, mit dem sich seine Frau drei Jahre zuvor selbst getötet hatte.
- Albert Richter, Deutschland, Bahnradfahrer, Amateur-Sprintweltmeister von 1932, † 2. Januar 1940. Starb im Gefängnis von Lörrach, mutmaßlich ermordet von der Gestapo.[217]
- Jan van Hout, Niederlande, Bahnradfahrer, † 22. Februar 1945, im KZ Neuengamme[218]
- Adri Voorting, Niederlande, Straßenrennfahrer, † 1. August 1961. Erlitt schwere Verletzungen bei einem Autounfall und starb nach sechs Tagen im Koma.
- Antoine Mazairac, Niederlande, Bahnradfahrer, † 1. September 1966. Der Sprint-Weltmeister von 1929 stürzte im Alter von 65 Jahren bei einem „Gentleman-Rennen“ in Dortmund und starb an den Folgen.
- Michel Bon, Frankreich, Straßenrennfahrer, † 19. Februar 1969. Er starb an einer Gasvergiftung in einem Hotel während eines Trainingslagers.[219]
- Jean-Pierre Ducasse, Frankreich, Straßenrennfahrer, † 19. Februar 1969. Er starb an einer Gasvergiftung in einem Hotel während eines Trainingslagers.[220]
- Gianfranco Bianchin, Italien, Straßenrennfahrer, † 3. September 1970. Er ertrank bei einem Badeunfall in der Adria.[221]
- Carlo Tonon, Italien, Straßenrennfahrer, † 17. Juni 1996. Erlitt während der Tour de France 1984 einen Schädelbruch und erholte sich nie von den Folgen. Er beging Suizid.[222]
- Consuelo Álvarez, Spanien, Straßenrennfahrerin, † 2. Dezember 1991. Beging Suizid, nachdem sie vom spanischen Radsportverband aus dem Förderprogramm zur Teilnahme an den Olympischen Sommerspielen 1992 genommen worden war.[223]
- Michel Kuhn, Schweiz, Medaillengewinner der Straßenradsport-Weltmeisterschaften, kam bei einem Einsatz für das Internationale Komitee vom Roten Kreuz bei einem Flugzeugabsturz ums Leben[224]
- Luis Ocaña Pernía, Spanien, Straßenrennfahrer, Tour-de-France-Sieger 1973, † 19. Mai 1994. Beging Suizid, nachdem bei ihm eine Hepatitis C diagnostiziert worden war.[225]
- Marco Pantani, Italien, Straßenrennfahrer, Tour-de-France-Sieger 1998, † 14. Februar 2004. Starb an einer Überdosis Kokain.
- Ryan Cox, Republik Südafrika, Straßenrennfahrer, † 1. August 2007. Starb an Blutverlust, nachdem eine kurz zuvor operierte Beinarterie geplatzt war.[226]
- Frederiek Nolf, Belgien, Straßenrennfahrer, † 5. Februar 2009. Starb während der Katar-Rundfahrt im Schlaf im Alter von 21 Jahren.[227]
- Frank Vandenbroucke, Belgien, Straßenrennfahrer, † 12. Oktober 2009. Starb während eines Urlaubs im Senegal. Durch die von der Familie beantragte Autopsie wurde eine Lungenembolie bestätigt, ein Herzfehler diagnostiziert und jahrelanger Drogenkonsum konstatiert.
- Dimitri De Fauw, Belgien, Bahnradfahrer, † 6. November 2009. Beging Suizid. De Fauw hatte in der Folge des Todes von Isaac Gálvez beim Sechstagerennen von Gent drei Jahre zuvor (die beiden waren kollidiert) an Depressionen gelitten.[228][229]
- Xavier Tondo, Spanien, Straßenrennfahrer, † 23. Mai 2011. Wurde beim Schließen des Garagentors von seinem eigenen Auto erdrückt.
- Johann Traxler, Österreich, Straßenrennfahrer, † 11. August 2011. Starb bei einer Mountainbiketour und wurde erst mehrere Wochen später tot aufgefunden.[230]
- Gunther Cuylits, Belgien, Straßenrennfahrer, † 28. Oktober 2012. Starb kurz nach der Siegerehrung der Tour du Faso, bei der er Achter geworden war, in Ouagadougou an einem Herzstillstand.[231]
- Robbert de Greef, Niederlande, Straßenrennfahrer, † 25. April 2019. Erlitt während eines Rennens einen Herzstillstand und starb nach drei Wochen im künstlichen Koma an einer Hirnblutung.[232]